# Inland Steel Building
El Inland Steel Building es un rascacielos ubicado en 30 W. Monroe Street en Chicago, la principal ciudad del estado de Illinois (Estados Unidos). Es uno de los rascacielos comerciales que definen la ciudad de la era de la arquitectura moderna posterior a la Segunda Guerra Mundial. Sus principales diseñadores fueron Bruce Graham y Walter Netsch del estudio de arquitectura Skidmore, Owings & Merrill. Fue la primera estructura importante en el Chicago Loop en más de veinte años. El edificio es administrado y alquilado por MB Real Estate. Fue designado Monumento de Chicago en 1998. Mide 101 metros y tiene 19 pisos.

## Arquitectura
El uso de acero inoxidable cepillado refleja la corporación que encargó el edificio como su sede, Inland Steel Company. La base de pilotes de acero es inusual en los rascacielos de Chicago, que suelen emplear pozos de cimentación.
La colocación de todas las columnas estructurales en el perímetro del edificio, y la consolidación de ascensores y otras funciones de servicio en una torre separada, permitió un diseño de piso interior altamente flexible sin columnas interiores.    El edificio ocupa el sesenta y seis por ciento de su sitio, con la torre de servicio adjunta en el lado este dejando espacio para áreas de carga y una pequeña plaza.
Este diseño es un buen ejemplo del principio ampliamente aceptado de la época, "la forma sigue a la función" (Louis Sullivan). El vestíbulo cuenta con una escultura de oro, acero inoxidable y cobre esmaltado de Richard Lippold titulada Radiant I.
El edificio Inland Steel fue designado como un lugar emblemático de Chicago el 7 de octubre de 1998.
Más tarde, el edificio serviría como prototipo del One Chase Manhattan Plaza, mucho más grande de SOM, en Nueva York, terminado en 1961. Los conceptos arquitectónicos y estructurales clave incorporados en el edificio influyeron en los utilizados en el diseño y la construcción de la CIS Tower en Mánchester, Reino Unido (terminado en 1962).